# Marcus Thornton (cestista 1993)
Marcus Thornton (Upper Marlboro, 9 febbraio 1993) è un cestista statunitense.

## Carriera
È stato selezionato dai Boston Celtics al secondo giro del Draft NBA 2015 (45ª scelta assoluta).